# Vaqueta (caragol)
La vaqueta, xoneta, xona o regineta (Iberus gualtieranus alonensis) és una espècie de gastròpode terrestre de la família Helicidae, endèmic de la zona oriental i sud-oriental de la península Ibèrica.

## Morfologia
La conquilla d'Iberus gualtieranus alonensis té cinc voltes d'espiral, sutures marcades i forma globosa; és d'un color blanquinós, crema o marró clar amb bandes molt atenuades que en la majoria dels casos a penes són visibles. La superfície de la conquilla posseeix estries radials i espirals que en encreuar-se li donen un aspecte reticulat. L'obertura és una mica obliqua i ovalada, amb un peristoma prim; el melic està cobert per una callositat de color blanc brillant. La seva mida està al voltant dels 4 cm de diàmetre i 2 cm d'altura.

## Hàbitat
La vaqueta és una espècie termòfila (prefereix els ambients càlids) i xeròfila, és a dir, habita indrets secs, a diferència d'altres caragols terrestres que prefereixen llocs humits com ara horts, vores de rius i barrancs. Per tant, se la pot trobar a la muntanya, entre el romaní, la farigola, l'espígol i els margallons. S'activa els dies de pluja i amb la rosada de la matinada. És especialment abundant als terrenys calcaris rocosos, abruptes i desforestats.

## Distribució
És una espècie endèmica de la península Ibèrica pròpia de la zona oriental i sud-oriental. A Catalunya es troba principalment a les terres de l'Ebre i al País Valencià sobretot al nord.

## Posició taxonòmica
Durant anys ha estat considerada com una espècie independent, molt propera a Iberus gualtieranus, amb el nom d'Iberus alonensis. Això no obstant, l'estatus taxonòmic d'I. alonensis ha estat sempre controvertit, i diversos autors l'han considerat com a subespècie d'I. gualtieranus. Segurament, l'estudi més rigorós sobre ambdós tàxons és el d'Ejejalde et al. (2005). Segons l'esmentat estudi, existeix una zona d'hibridació que connecta ambdós tàxons a la natura i és possible aconseguir híbrids fèrtils en condicions de laboratori. Aquestes dades estan en consonància amb l'anàlisi de l'ADN mitocondrial, i suggereixen que I. alonensis és una subèspecie d'I. gualtieranus i, per tant, el nom correcte ha de ser Iberus gualtieranus alonensis.
La mateixa opinió té Moreno-Rueda (2006), que considera que I. gualtieranus posseeix una gran variabilitat amb dos morfotipus extrems, I. gualtieranus gualtieranus i I. gualtieranus alonensis. Les diferències morfològiques entre ambdues subespècies serien el resultat de l'adaptació biològica a diferents hàbitats.

## Gastronomia
- Vegeu caragolada

La vaqueta es considera una menja al País Valencià i a les Terres de l'Ebre, llocs on l'espècie és més abundant i és recol·lectada activament. És molt més apreciada que altres caragols comestibles (Helix aspersa, Otala punctata, etc.) i s'afegeix a la paella valenciana, a la qual dona un sabor excel·lent. A la zona dels Ports i el Maestrat valencià, es mengen fregides en oli i acompanyades de xai o conill.

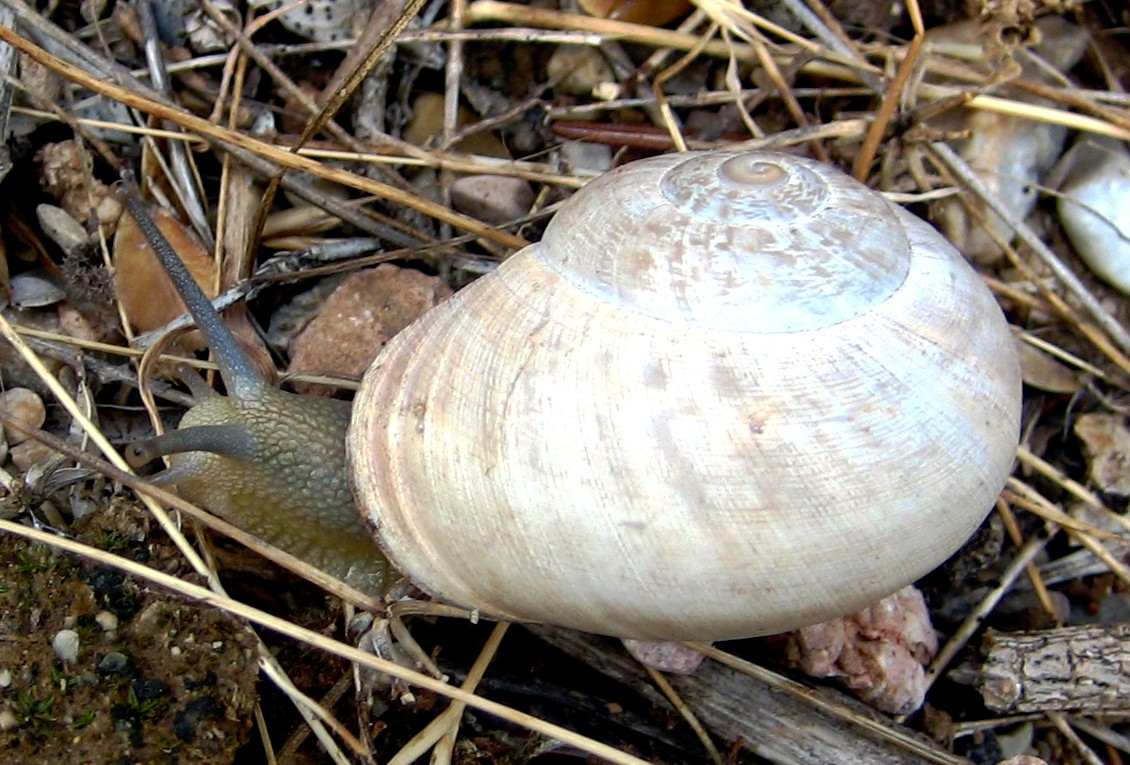
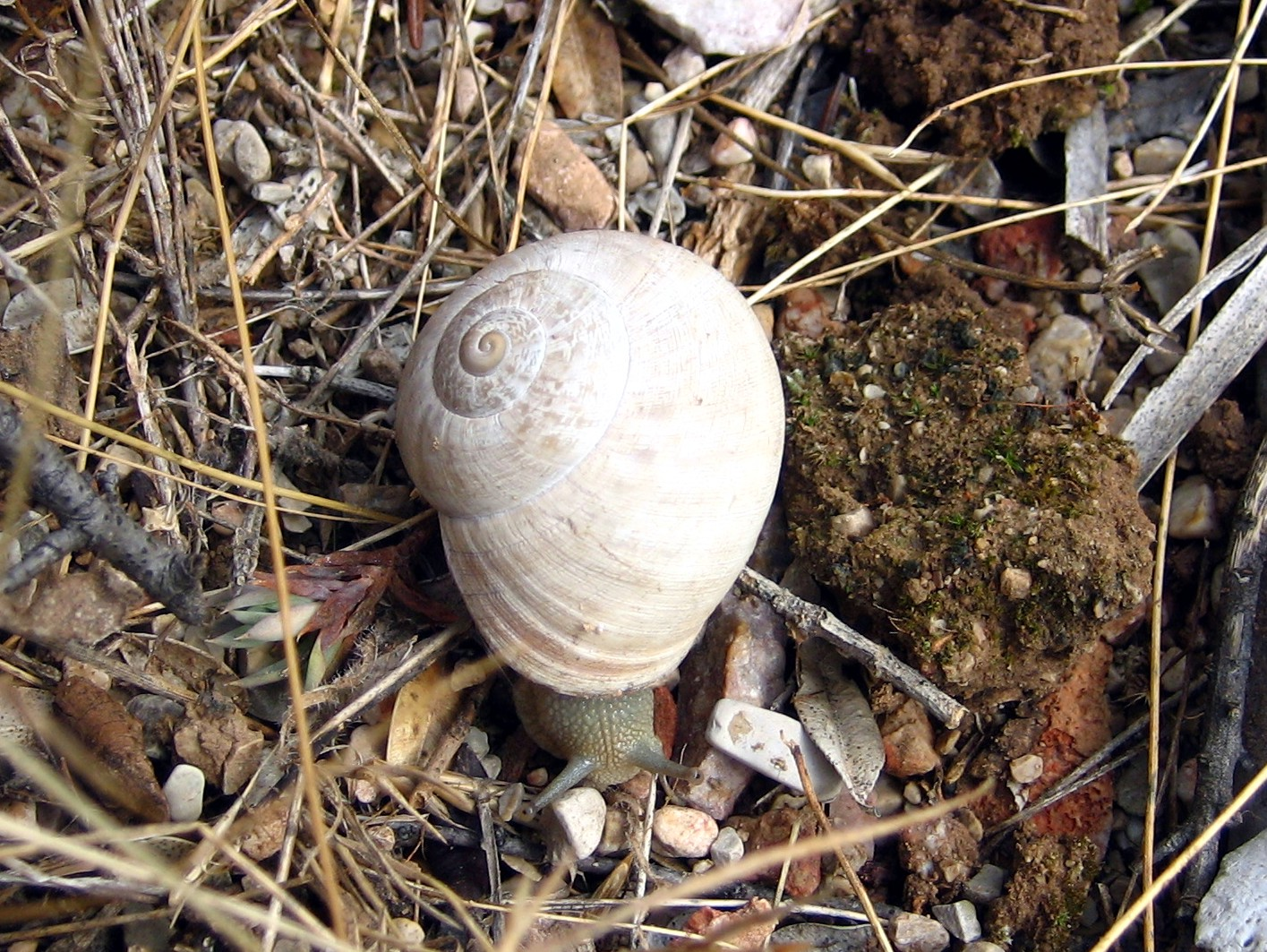
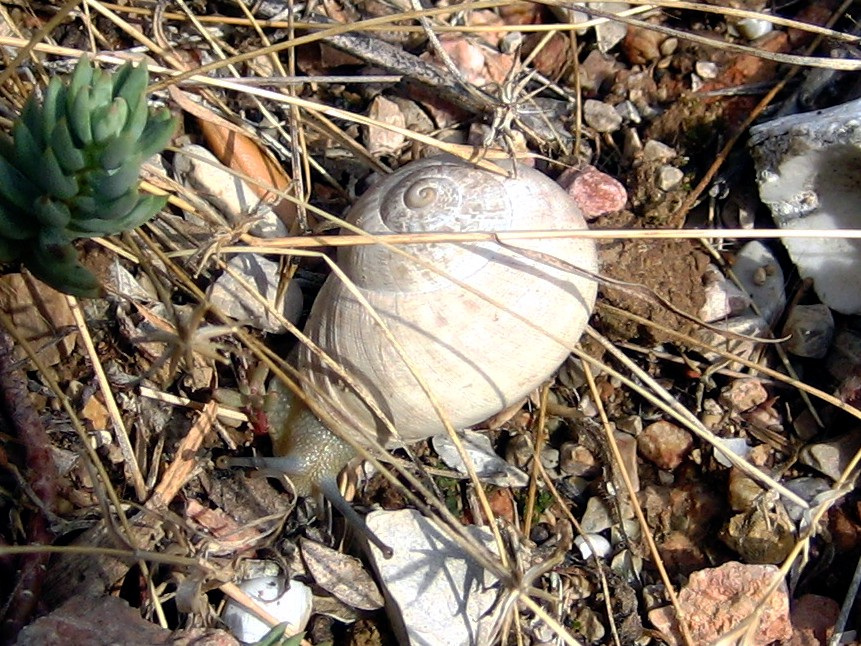
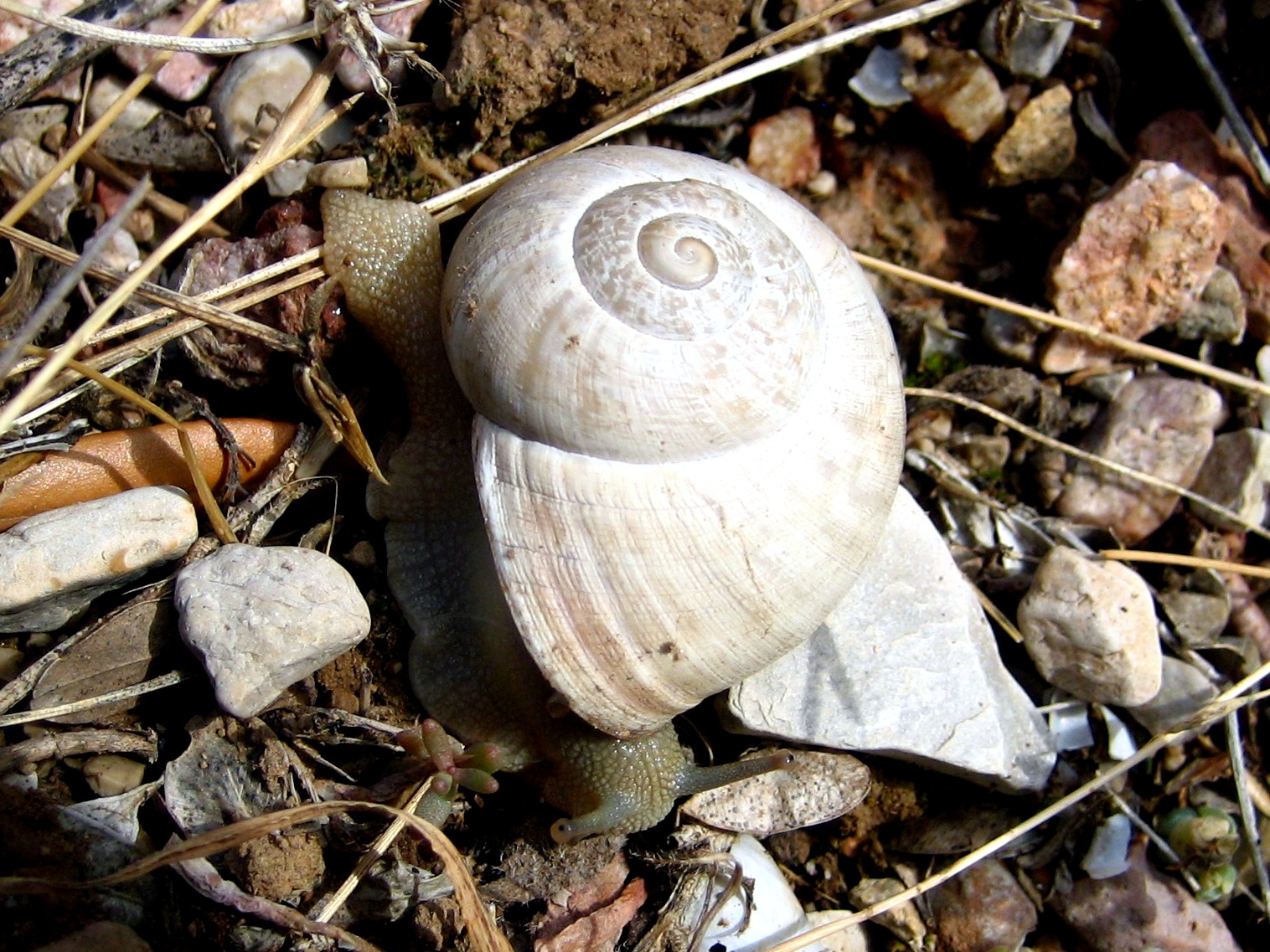